# Saperda florissantensis
Saperda florissantensis es una especie extinta de escarabajo longicornio del género Saperda, tribu Saperdini, subfamilia  Lamiinae. Fue descrita científicamente por Wickham en 1916.

## Descripción
Sus élitros medían 11,0x3,0 milímetros.

## Distribución
Se distribuía por América del Norte.